# Curtiss Falcon
Curtiss Falcon byla rodina amerických dvoumístných jednomotorových vojenských dvouplošníků s pevným ostruhovým podvozkem, jejíž jednotlivé typy byly v 20. a první polovině 30. let 20. století užívány v rolích bitevních a pozorovacích letounů americkým armádním letectvem i leteckými složkami námořnictva a námořní pěchoty. 

## Vznik

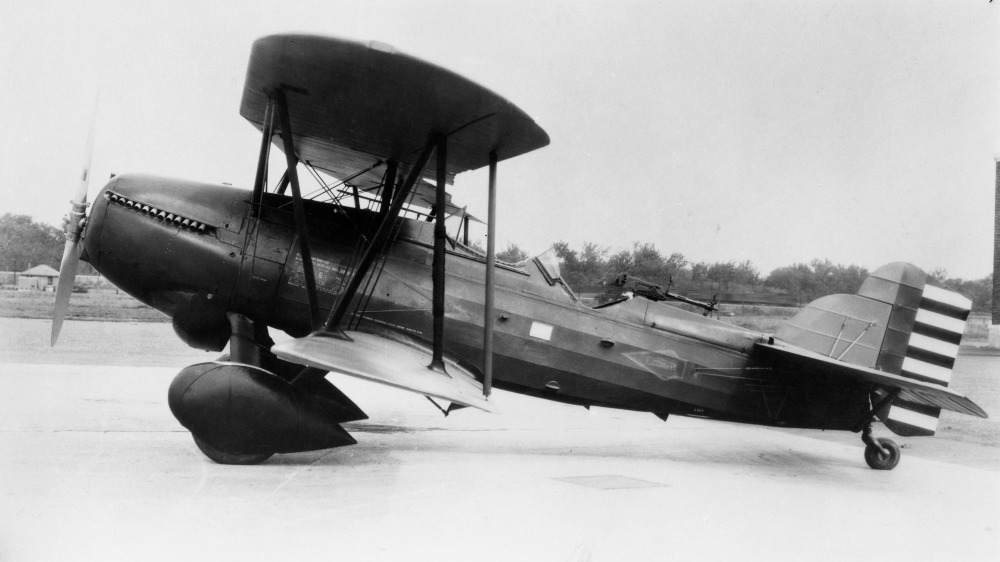
Prototyp Curtiss XO-39 Falcon (32-211)

Na konci roku 1924 americké letectvo vypsalo soutěž na nový dvoumístný pozorovací letoun, který by ve výzbroji nahradil stroje De Havilland D.H.4B s řadovým motorem Liberty 12 o 294 kW, vzniklé modernizací licenčních D.H.4. Podmínkou soutěže, které se účastnilo 11 firem, bylo použití této pohonné jednotky. Společnost Curtiss byla zastoupena prototypem XO-1.
Konkurz vyhrál Douglas XO-2, objednaný v první sérii 46 kusů. Curtissovi konstruktéři zdůrazňovali zastaralost vybraného motoru Liberty, který již v roce 1925 nedosahoval špičkových parametrů. Samotné USAAC s výsledky nebylo spokojeno a ještě téhož roku vypsalo další kolo soutěže s požadovanou instalací řadového motoru Packard 1A-1500 o výkonu 375 kW. Douglas Aircraft i Curtiss tak svoje prototypy upravili pro tuto pohonnou jednotku, která byla sice výkonnější, ale velmi těžká a nespolehlivá.

## Vývoj

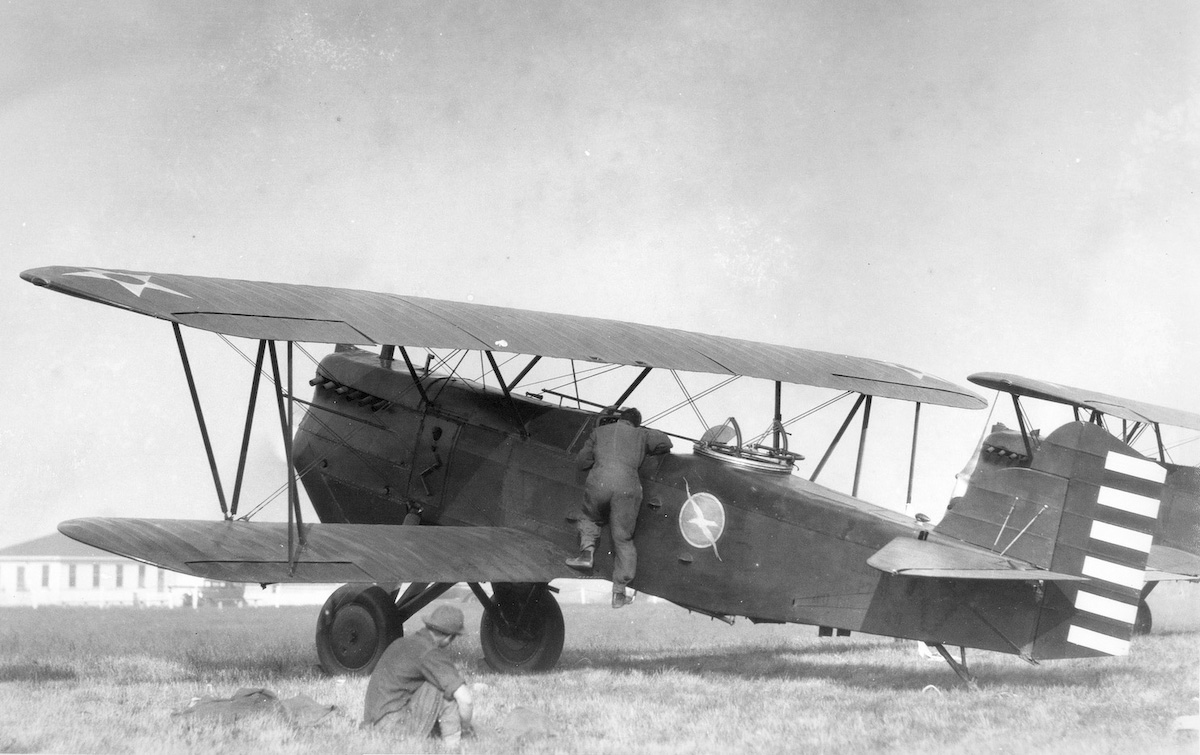
Curtis O-11 Falcon, 101st Observation Squadron

Společnost Curtiss se snažila využít této situace a nabídla produkt svého motorářského oddělení, dvanáctiválec D-12 (označovaný také V 1150) o maximálním výkonu 320 kW. Po jeho zabudování se zlepšila ovladatelnost letounu, dolet a samotná spolehlivost pohonné jednotky.
Objednávka letectva pro Curtiss nakonec znamenala výrobu 104 sériových letounů O-1 až O-1G s motory D-12 a bojovým jménem Falcon.

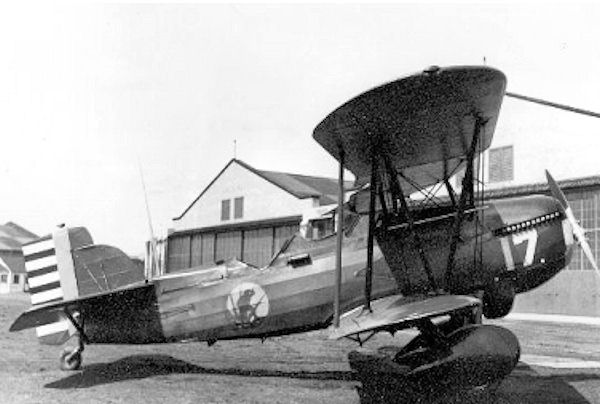
Curtiss O-39 Falcon, 1st Observation Squadron

Z mnoha dalších pozorovacích Falconů se do velmi malé sériové výroby dostaly jen verze O-11 a O-39.
Na ostatních strojích se většinou testovaly různé motory, nebo úpravy jejich příslušenství. Například na verzi Curtiss XO-16 Falcon Curtiss V-1570 Conqueror o výkonu 441 kW, na kterém se zkoušelo první glykolové chlazení.
Pozorovací O-1 se vzhledem ke své snadné pilotáži, obratnosti, strukturální pevnosti a poměrně velké nosnosti hodil k mnoha dalším účelům. Tyto vlastnosti se podařilo získat také díky použití nově vyvinutého profilu křídel Clark Y. V roce 1926 se proto americké armádní letectvo zaměřilo na Falcon při výběru nového typu kategorie A, bitevníků k přímé podpoře pozemních vojsk. V červenci bylo rozhodnuto o objednání série upravených O-1, která měla běžet do vývoje speciálního letounu této kategorie.

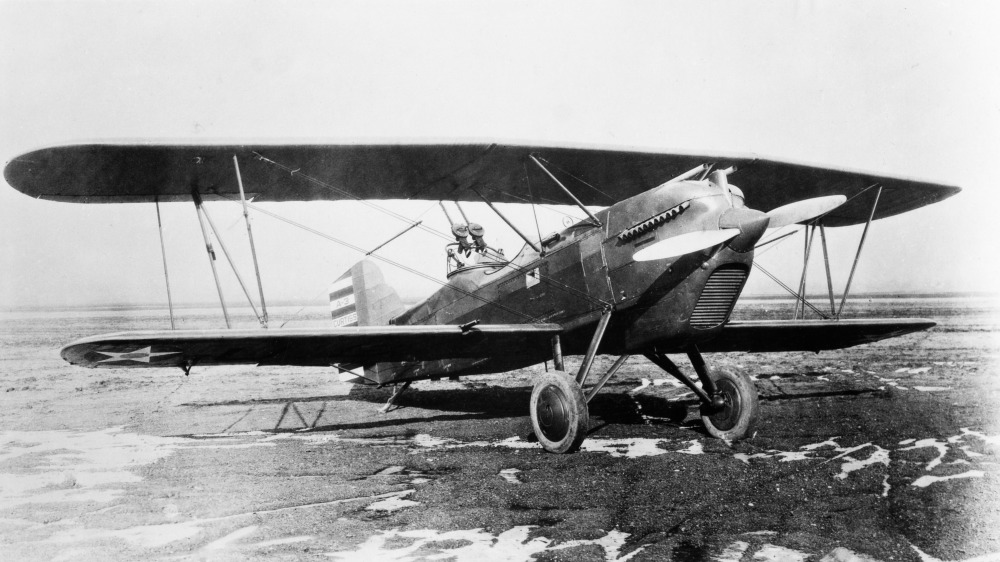
Curtiss A-3 Falcon

V říjnu 1927 tak na základny jediné Attack Group USAAC, která se skládala ze tří perutí, přišly první stroje Curtiss A-3 Falcon, patřících do série 76 kusů objednaných 28. února 1927. Pohon zajišťovaly motory V-1150-3 o 320 kW. A-3 se konstrukčně shodovaly s variantou O-1, odlišná však byla výzbroj. O-1 měl nad pohonnou jednotkou jeden nebo dva synchronizované kulomety Browning ráže 7,62 mm a letecký pozorovatel na zadním sedadle obsluhoval dvojkulomet Lewis instalovaný na oběžném kruhu Scarff. U A-3 přibyly do spodního křídla další dva pevné Browningy střílející mimo okruh dvoulisté vrtule. Pod spodní křídlo bylo možné zavěsit pumy do celkové hmotnosti 90 kg.
V roce 1928 bylo pět A-3 upraveno na bojové cvičné A-3A. Konstruktéři ze zadního prostoru odstranili výzbroj a instalovali kompletní řízení pro instruktora, snížili jeho okraje a současně jako ochranný prvek zabudovali opěrku hlavy. A-3A byly využívány při zaškolování pilotů k hloubkovým letům a ostřelování pozemních cílů.

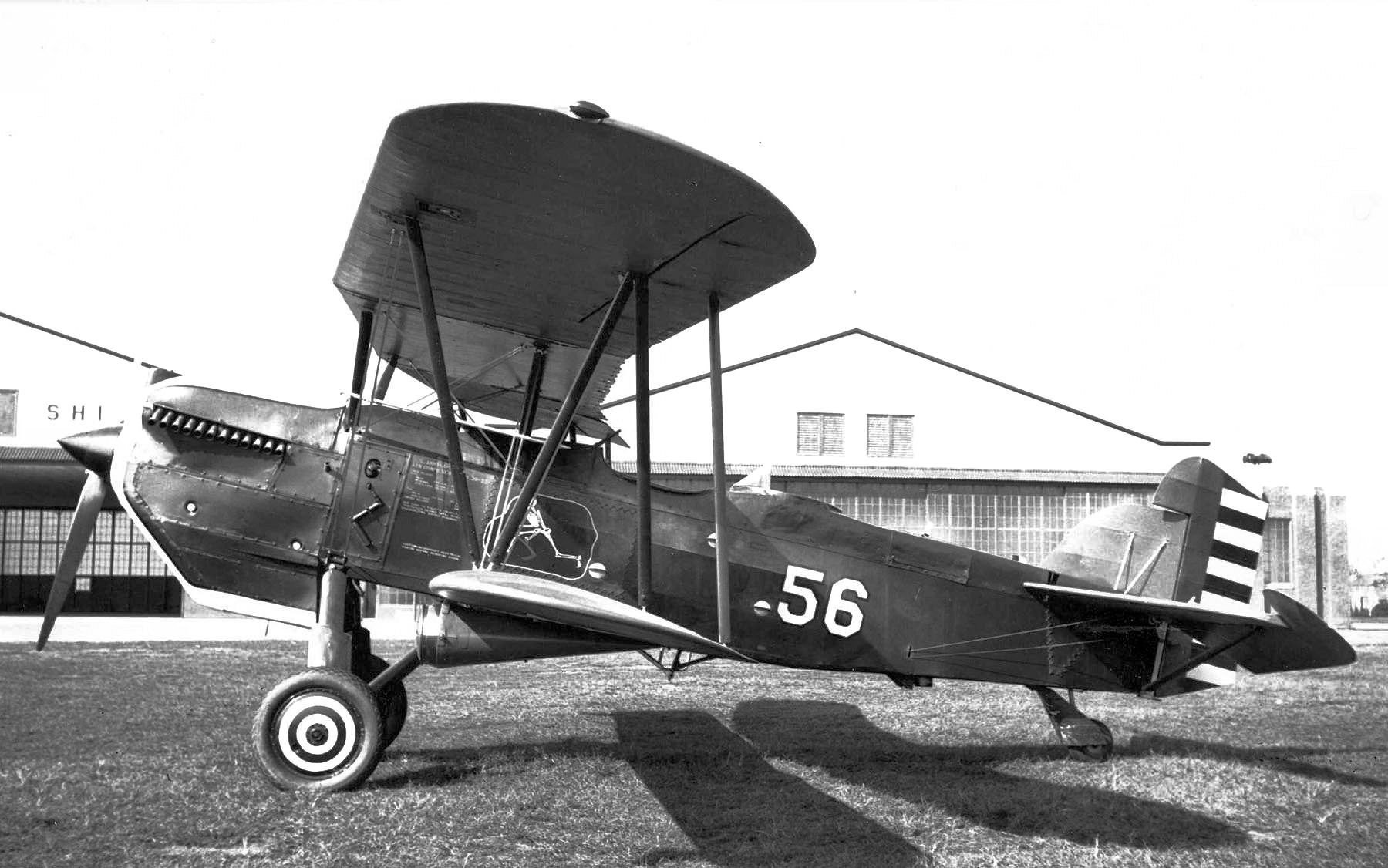
Curtiss A-3B-2 Falcon, 13th Attack Squadron, Fort Crockett, Texas, USA

V létě 1929 byl zahájen vývoj modifikace A-3B s upraveným motorem V-1150-5 o 320 kW, novými křidélky Frise a otočnou ostruhou s kolečkem, které nahradilo kluznou patku. Po zalétání v dubnu 1930 byla zahájena produkce 78 exemplářů. Prázdná hmotnost letounu se zvýšila, což při nezměněném výkonu motoru způsobilo zhoršení letových vlastností.
Společnost Curtiss se snažila využít úspěšný drak letadla ještě v úpravě XA-4 z roku 1928, poháněné vzduchem chlazeným devítiválcem Pratt & Whitney R-1340-1 Wasp o 301,5 kW. Montáží hvězdicového motoru sice odpadl zranitelný chladič kapaliny, avšak armádní letectvo tehdy preferovalo řadové motory a výkony se typ nelišil od A-3B. XA-4 tak zůstal pouze v prototypové fázi.
Výroba všech tří verzí A-3 byla ukončena po dohotovení 154. kusu. Všechny jeho modifikace sloužily u armádního letectva do roku 1934, kdy byly jeho perutě přezbrojovány na celokovový dolnoplošník Curtiss A-8 Shrike.

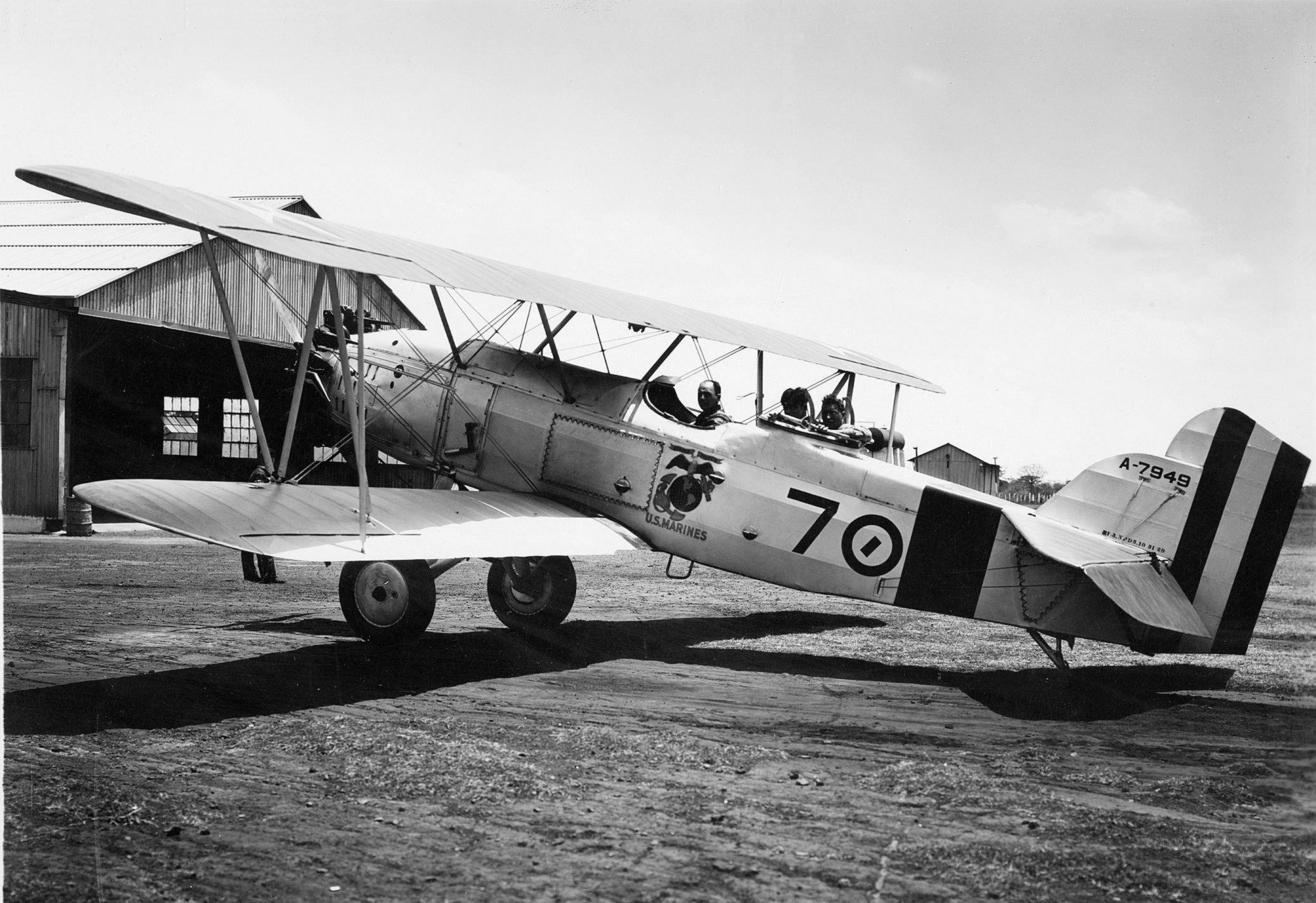
Curtiss OC-2 Falcon (BuNo A7949) perutě VO-7M USMC, Nikaragua, 1930

Univerzální vlastnosti typu Falcon zaujaly také US Navy, které potřebovalo dvoumístné bitevní stroje pro hloubkové nálety. V roce 1928 objednalo 6 kusů s hvězdicovými motory Pratt & Whitney R-1340 Wasp téměř shodných s XA-4. Námořnictvo na rozdíl od USAAC dávalo přednost vzduchem chlazeným pohonným jednotkám. Testy prvních dvou prototypů F8C-1 pro očekávané použití dopadly neuspokojivě a všech 6 kusů bylo předáno USMC, kde pod označením OC-1 sloužily jako pozorovací.
Podobný osud mělo 21 kusů v podstatě shodných F8C-2, upravených podle armádních A-3B. Námořní pěchota tyto letouny označila kódem OC-2.
V roce 1929 bylo vyrobeno 12 Falconů pro civilní sektor, z nichž 11 převzala pro dopravní službu letecká společnost National Air Transport a jeden převzalo ministerstvo pošt.
Další, tentokrát speciální Falcon vyrobený v roce 1930, převzal dopravce Pan American World Airways k přeletům And. Pokusy o prodej Falconů soukromým osobám se nezdařily pro nezájem zákazníků.

## Specifikace (A-3B)

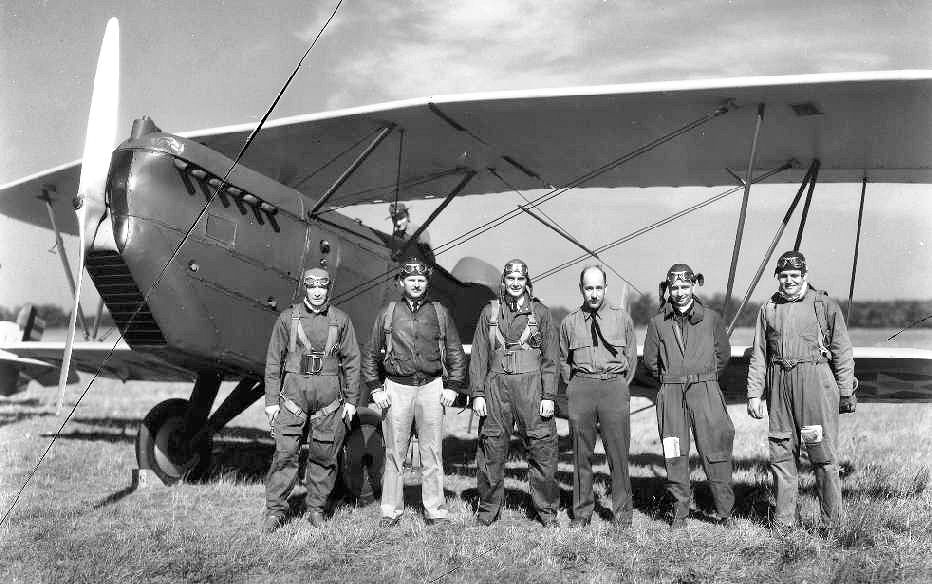
Curtiss O-11 Falcon, 104th Observation Squadron, 1930

Údaje podle

### Technické údaje
- Osádka: 2
- Rozpětí: 11,58 m
- Délka: 8,55 m
- Výška: 3,06 m
- Nosná plocha: 32,30 m
- Prázdná hmotnost: 1310 kg
- Maximální vzletová hmotnost: 2170 kg
- Pohonná jednotka: 1 × dvanáctiválcový vidlicový motor Curtiss D-12E
- Výkon pohonné jednotky: 426 hp (318 kW)

### Výkony
- Maximální rychlost u hladiny moře: 233 km/h
- Cestovní rychlost: 178,63 km/h
- Praktický dostup: 4300 m
- Čas výstupu do 1500 m: 6,25 min
- Maximální dolet: 990 km

### Výzbroj
- 4 × pevný kulomet
- 2 × pohyblivý kulomet
- max. 200 liber (91 kg) pum